# Kammerherrenschlüssel

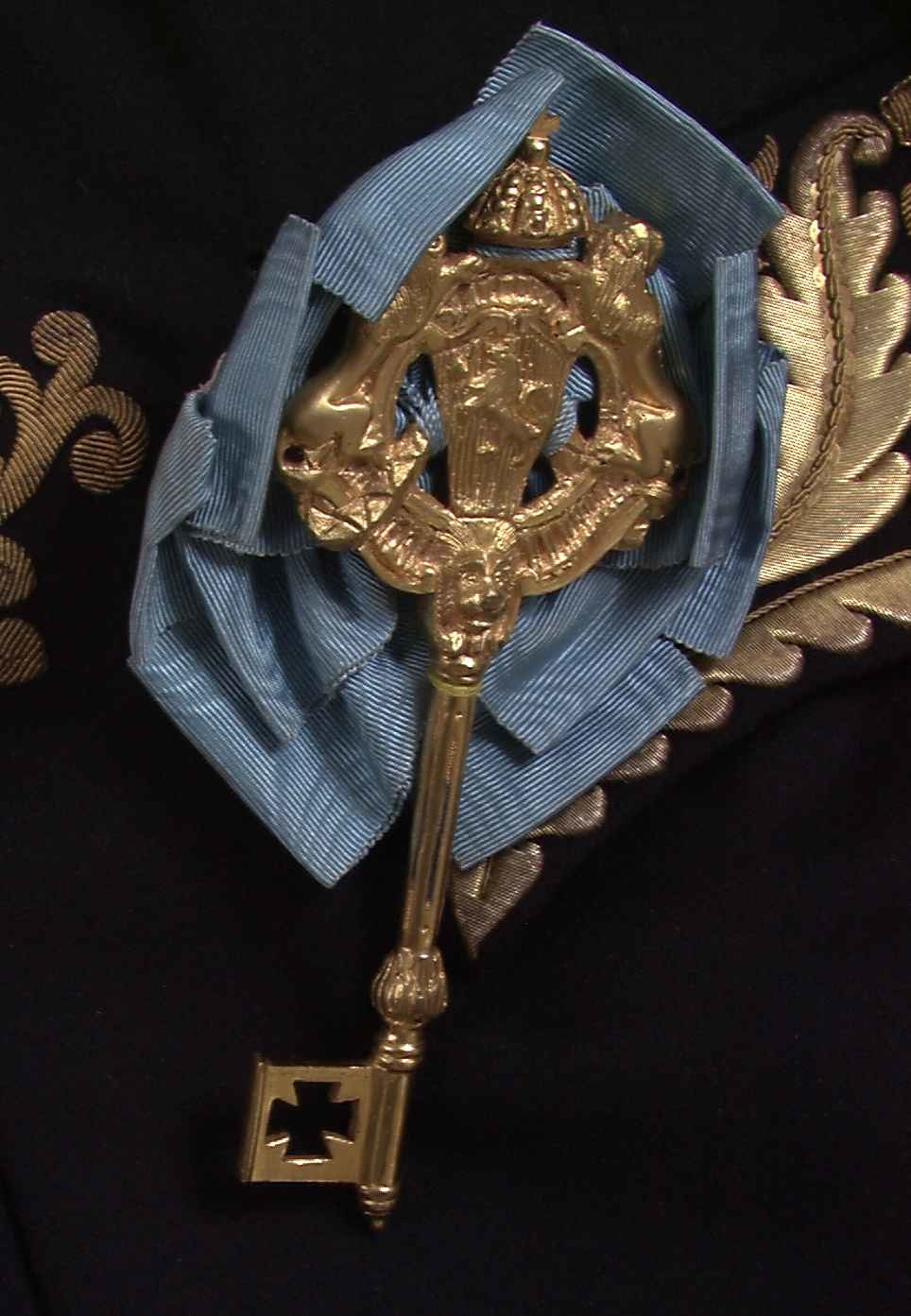
Norwegischer Kammerherrenschlüssel, Messing, 1905/1924

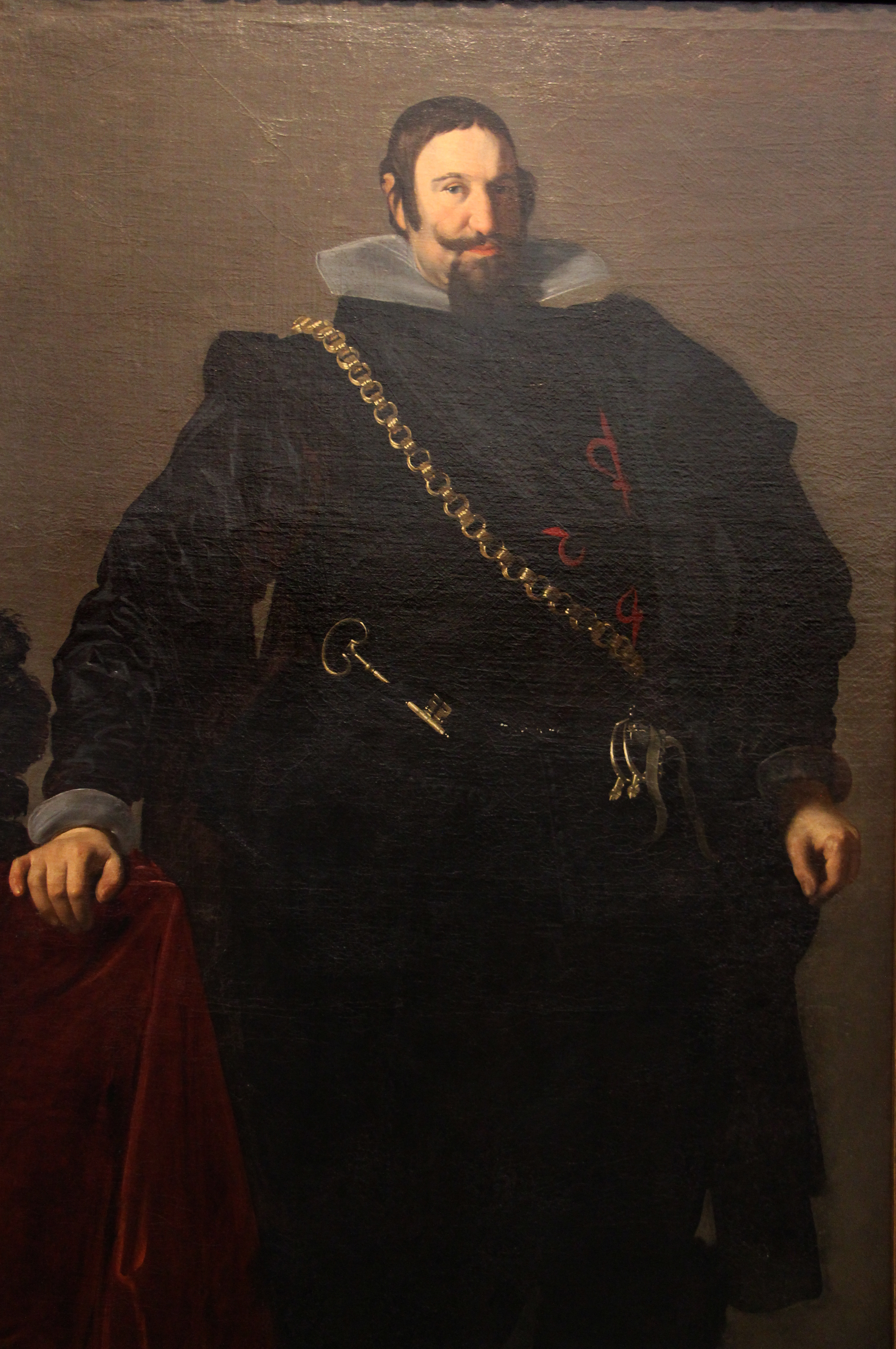
Graf von Olivares, Gemälde von Diego Velázquez, 1624. Im Bund des königlichen Günstlings der Kammerherrenschlüssel.

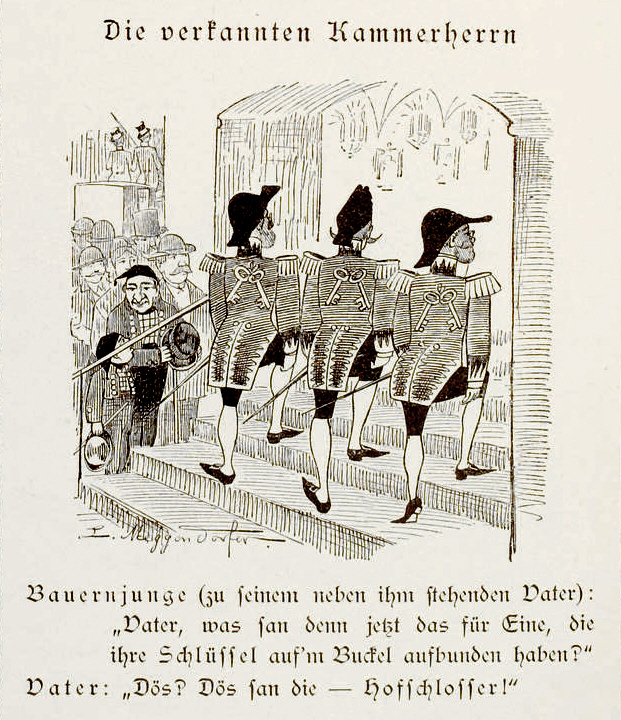
Schlüsseltragende Kammerherren. Karikatur von Lothar Meggendorfer, 1890

Ein Kammerherrenschlüssel war ein Rangabzeichen am Fürstenhof.
Kammerherren, verschiedentlich auch Kämmerer genannt, waren hochrangige Edelleute, die an Fürstenhöfe zur unmittelbaren Dienstleistung an der Person des Herrschers berufen wurden. Sie trugen als Zeichen ihrer Würde einen Schlüssel, der im 17. Jahrhundert oft noch versilbert war und tatsächlich auf die Türschlösser der fürstlichen Gemächer passte, seit dem 18. Jahrhundert sich aber zu einem nur noch symbolischen, wenn auch prunkvollen Rangabzeichen aus vergoldeter Bronze wandelte, das manchmal sogar nur noch einseitig reliefiert war. Seine große, reich ausgestaltete Reide ist bei späteren Exemplaren mit dem Monogramm oder Wappen des Dienstherrn versehen. Er wurde an einem schwarzen Band über der Schulter oder auf der rechten Hüfte zwischen zwei goldenen Knöpfen und mit Posamenten versehen getragen. Die Würde konnte durchaus mehrfach an verschiedene Personen gleichzeitig verliehen werden. Da die Kammerherrenschlüssel persönlich verliehene Ehrenzeichen von aufwendiger Gestaltung sind, finden sie sich noch heute gelegentlich im Antiquitätenhandel.